# Территория Джа
Территория Джа — российско-казахстанский комедийный фильм режиссёра Алексея Пантелеева.

## Сюжет
В начале фильма Джин обращается к зрителю, обещая рассказать ему историю, которая поможет принять правильное решение.
Сюжет повествует о том, как инопланетные тарелки приземляются на землю и начинают крушить все вокруг. Новостные телеканалы сообщают, что на разговор с пришельцами выйдет Никанор Нагиев (Дмитрий Нагиев). Никанор нервно лопает пузырчатую упаковку, размышляя о предстоящей встрече с другой цивилизацией. Директор Никанора (Дмитрий Пучков) связывается с Никанором и сообщает что необходимо решить дела с пришельцами мирно. По телевидению сообщают, что пришельцы начали грабить людей. Никанор в прямом эфире с пришельцем нервничает и с помощью листочка начинает по пунктам договариваться с пришельцами, в это время пришельцы выдвигают свои условия, что люди должны покинуть землю сами, однако Никанор предлагает им деньги, а также призывает зрителей собрать все свои деньги для освобождения. Пришелец в свою очередь рад деньгами, весь мир начинает успокаиваться, как вдруг на клавиатуру компьютера директора Никанора ставят банку газировки и включается закадровый смех. Пришельцы недовольны и начинают угрожать всей телестудии и Никанору, направляя на него ружьё. Никанор покидает студию, однако пришелец его настигает. Никанор вспоминает, что в некой книге, по борьбе с пришельцами, чтобы их победить, необходимо сыграть с ними в бадминтон. После игры Никанор собирается с пришельцем в студии, где они начинают пить алкоголь. Никанор ни с чего, достаёт ружьё и стреляет себе в голову. Правительство в поисках синей колбасы, собирает отряд и отправляет его на другую планету. В космическом корабле команда знакомится с андроидом (Елена Беркова). На другой планете команда встречает Джа, который является «Богом» на планете и способен создавать инопланетные корабли.
Спустя несколько схваток, а также гибелью практически всей команды, Майкл находит синюю колбасу, благодаря которой земля принимает прежний внешний вид. Майкл радуется и обнаруживает андроида, которая благодарит его за спасение планеты и в качестве вознаграждение танцует стриптиз.
После титров появляется Джин и благодарит зрителя за просмотр, в качестве вознаграждения говорит что исполнит любое желание зрителя, после чего выдувает пыльцу и начинаются титры, в которых андроид танцует стриптиз.

## В ролях
- Алексей Пантелеев в роли Джа/Майкла;
- Дмитрий Нагиев в роли Никанора;
- Сергей Белоголовцев в роли Харриса;
- Макс Резак в роли Степана Бухарина;
- Владимир Александров в роли Юрия Багарина;
- Елена Беркова в роли андроида-голограммы;
- Анна Ляпунова в роли Дженнифер;
- Кирилл Нагиев в роли подрывника;
- Вадим Шляхтер в роли генерала;
- Дмитрий Пучков в роли советчика;
- Андрей Шварц в роли Ебукентия;
- Максим Грохотов в роли Ебукентия.

## Производство
В апреле 2012 года стало известно о том, что в фильме снимутся Дмитрий Нагиев и Сергей Белоголовцев. В сентябре стало известно об участии Елены Берковой в фильме. 1 октября 2012 года был выпущен трейлер фильма. Изначально выпуск фильма должен был состояться в 2012 году, однако съемки затянулись и в июне 2013 года у режиссёра картины кончились деньги на съемку масштабных сцен, поэтому кинокомпания ушла в краудфандинг. Выпуск фильма состоялся 13 декабря 2014 года.

## Критика
Кинокритик Алекс Экслер дал фильму один балл из десяти, отметив положительно лишь актёрскую игру Дмитрия Нагиева и Дмитрия Пучкова. В конце рецензии автор отметил, что не уверен, фильм ли это вообще. Кинокритик Евгений Баженов отметил, что фильм очерняет нишу малобюджетных фильмов. Сайт Gamer.ru оценил фильм отрицательно.
На «Кинопоиске» рейтинг картины (по состоянию на август 2025 года) — 1.108 из 10 на основе 7342 оценок зрителей.